# ثيودور سيدغويك
ثيودور سيدغويك (بالإنجليزية: Theodore Sedgwick)‏ هو محامي وقاضي وسياسي أمريكي، ولد في 9 مايو 1746 في الولايات المتحدة، وتوفي في 24 يناير 1813 في بوسطن في الولايات المتحدة. حزبياً، نشط في الحزب الفيدرالي الأمريكي.

## مناصب
- انتخب الرئيس المؤقت لمجلس الشيوخ الأمريكي (27 يونيو 1798 – 5 ديسمبر 1798).
- انتخب الناطق باسم مجلس النواب الأمريكي (2 ديسمبر 1799 – 3 مارس 1801).
- انتخب عضو مجلس نواب ماساتشوستس.
- انتخب عضو مجلس النواب الأمريكي عن دائرة Massachusetts's 1st congressional district [الإنجليزية]‏ (4 مارس 1799 – 3 مارس 1801).
- انتخب عضو مجلس الشيوخ الأمريكي عن دائرة ماساتشوستس (11 يونيو 1796 – 3 مارس 1799).